# Avenue des Volontaires (Bruxelles)
Pour les articles homonymes, voir Avenue des Volontaires.
L'avenue des Volontaires est une rue bruxelloise de la commune d'Auderghem, d'Etterbeek et de Woluwe-Saint-Pierre, qui relie la chaussée de Wavre au Bémel sur une longueur de 400 mètres.

## Historique et description
Ce chemin apparaît dans le bois de Mesdael, sur la carte de de Ferraris (1771). Dans l’Atlas des Communications Vicinales (1843), il porte le no 23 et est nommé Terkammerendreef (drève de la Cambre), vu qu'il allait vers l’abbaye de la Cambre. Il inclut l’actuelle avenue Henri Schoofs. C'était une route fort fréquentée par les marchands de bois venant de Woluwe. Une barrière à péage y fonctionnait encore au XIXe siècle, afin de financer son entretien. C'est pourquoi il fut appelé Bareellaan, avenue de la Barrière.
Le 1er janvier 1917, afin de supprimer les doublons en région bruxelloise, elle s'appelle avenue des Volontaires.
Elle fait en grande partie limite entre Etterbeek au nord et Auderghem et Woluwe-Saint-Pierre au sud. Le long de l’avenue et de la chaussée de Wavre se trouvait l’arsenal, aujourd’hui transformé en complexe commercial.

### Abords
Vu la proximité de casernes aux alentours, des militaires de carrière venaient s'installer ici, dont le colonel honoraire Égide-Charles Bouvier, au no 59.

## Situation et accès
| ___ | Ce site est desservi par la station de métro : Pétillon. |